# Théâtre Libre
Théâtre Libre (dosł. Teatr Wolny, Teatr Wyzwolony) – paryski teatr działający w latach 1887–1896, założony przez André Antoine’a. Jako pierwszy realizował program skrajnego naturalizmu. Wystawiano w nim sztuki m.in. Ibsena, Hauptmanna, Strindberga.

## Początek działalności
Teatr działał w wynajętym przez Antoine lokalu nieopodal placu Pigalle. Zespół aktorski (wraz z Antoine’em, który był z zawodu urzędnikiem gazowni) składał się w całości z amatorów. Wedle założeń twórcy teatr miał walczyć z konwencją i komercjalizmem, otwierając drogę debiutom i nowej dramaturgii naturalistycznej. Pierwszą sztuką graną w Théâtre Libre była adaptacja noweli Zoli Jacques Damour (premiera: 30 marca 1887), grana wraz z trzema innymi jednoaktówkami. Gdy zainteresowanie nowym teatrem rosło, poprawiła się jego sytuacja finansowa i Antoine przeniósł się do dzielnicy Montparnasse. Do popularyzacji teatru przyczyniły się także regularnie organizowane europejskie tourneé (m.in. Bruksela, Berlin, Londyn).

## Naturalizm
Wzorując się na postulacie Zoli, głoszącym, że zadaniem sztuki jest dokładne powtórzenie rzeczywistości (reproduction exact de la vie), Antoine zmierzał do osiągnięcia na scenie pełnej złudy autentyczności, pokazania „skrawka życia” (fr. tranche de vie), np. w sztuce rozgrywającej się w jatce pt. Rzeźnicy (Les Bouchers) F. Icresa wisiały na scenie autentyczne połcie mięsa, w innej, Siostra Filomena, ukazano autentyczną salę szpitalną. Kiedy indziej na scenie przedstawiającej plac miejski tryskała prawdziwa fontanna, spacerowały po scenie żywe kury. Anegdota głosi, że Antoine na swój pierwszy spektakl (Jacques Damour według dramatu Zoli) wypożyczył komplet mebli z salonu swojej matki. Zrezygnował całkowicie z dekoracji malowanych na płótnie.
Do tej naturalistycznej scenografii dostosowano oczywiście odpowiednią grę aktorską. Aktorzy zachowywali się zwyczajnie, „codziennie”, zrywające z patosem, deklamacyjnością dykcji i teatralnością jako właściwościami potępionego stylu romantycznego. Aktor mógł odwrócić się plecami do publiczności (co w tradycyjnym teatrze było nie do pomyślenia), ukrywał, że jest świadomy obecności widzów. Publiczność przez niewidzialną „czwartą ścianę” podglądała życie bohaterów dramatu. Aby podkreślić oddzielenie widzów od świata przedstawianego na scenie zaczęto stosować zaciemnienie widowni.

## Repertuar
Pierwsze pokazy teatru składały się z kilku następujących po sobie jednoaktówek, autorstwa debiutujących autorów, często adaptacji znanych dzieł naturalistycznych. Z czasem Antoine zaczął wystawiać także sztuki pełnospektaklowe. W Théâtre Libre debiutował jako dramaturg Henry Becque. Wystawiono jego Kruki, wymierzone przeciw machinacjom zmierzającym do wyzysku oraz Paryżankę, sztukę o damie lekkich obyczajów. Innym naturalistycznym dramatopisarzem związanym z teatrem był Eugéne Brieux, autor Czerwonej togi, sztuki demaskującej wady wymiaru sprawiedliwości, a także Poszkodowanych syfilityków, dramatu o wymownym tytule, przenikniętym atmosferą naturalizmu literackiego. Antoine grał także repertuar modernistyczny, np.: Upiory Ibsena, utwór o wyraźnie naturalistycznych cechach. Pojawiały się u niego także melodramaty romantyczne oraz autorzy, których nazwiska nie utrwaliły się w teatrze.

## Koniec działalności
W 1896 roku Théâtre Libre zmienił nazwę na Théâtre Antoine, pod którą przetrwał do czasów współczesnych, zarzuciwszy konwencję naturalizmu. Sam André Antoine w 1906 roku objął dyrekcję teatru Odeon.